# کینگزمن
کینگزمن (انگلیسی: The King's man) یک فیلم در سبک اکشن ماجراجویی به کارگردانی متیو وان است که در ۲۲ دسامبر ۲۰۲۱ (۱ دی ۱۴۰۰) از سوی فاکس قرن بیستم اکران شد. این فیلم پیش‌درآمدی بر مجموعه فیلم‌های کینگزمن و سومین فیلم از این مجموعه محسوب می‌شود.

## داستان
داستان فیلم در سال های اولیه قرن بیستم اتفاق می افتد؛ زمانی که سازمان کینگزمن برای مقابله با گروهی که به منظور نابودی میلیون ها نفر، قصد برپایی جنگ را دارند، تشکیل می شود.